# Smicridea bidactyla
Smicridea bidactyla är en nattsländeart som beskrevs av Oliver S. Flint Jr. och Reyes-arrunategui 1991. Smicridea bidactyla ingår i släktet Smicridea och familjen ryssjenattsländor. Inga underarter finns listade i Catalogue of Life.